# نیهانی بیچ (اورگن)
نیهانی بیچ (به انگلیسی: Neahkahnie Beach) یک منطقهٔ مسکونی در ایالات متحده آمریکا است که در شهرستان تیلاموک، اورگن واقع شده‌است. نیهانی بیچ ۲۵٫۹۱ متر بالاتر از سطح دریا واقع شده‌است.